# Ikorskyita
La ikorskyita és un mineral de la classe dels silicats. Rep el nom en honor a Serafim Ikorsky (1927-2016), un conegut especialista en el camp de la matèria orgànica i la investigació dels gasos de la província de Kola.

## Característiques
La ikorskyita és un silicat de fórmula química KMn³⁺(Si₄O₁₀)(H₂O)₃. Va ser aprovada com a espècie vàlida per l'Associació Mineralògica Internacional l'any 2022, i va ser publicada dos anys després. Cristal·litza en el sistema monoclínic.
Les mostres que van servir per a determinar l'espècie, el que es coneix com a material tipus, es troben conservades a les col·leccions del museu mineralògic de la Universitat Estatal de Sant Petersburg (Rússia), amb el número de catàleg: 1/19651, i al Museu Mineralògic Fersmann, de l'Acadèmia de Ciències de Rússia, a Moscou (Rússia), amb el número de registre: 7538.

## Formació i jaciments
Va ser descoberta a la mina d'apatita de Kirovskii, situada al Kukisvumtxorr, dins el massís de Khibini (óblast de Múrmansk, Rússia). Aquest indret és l'únic a tot el planeta on ha estat descrita aquesta espècie mineral.